# Zvonimir Ivašković
Zvonimir Ivašković (* 22. Juli 1994) ist ein kroatischer Leichtathlet, der sich auf den Sprint spezialisiert hat.

## Sportliche Laufbahn
Erste Erfahrungen bei internationalen Meisterschaften sammelte Zvonimir Ivašković im Jahr 2013, als er bei den Junioreneuropameisterschaften in Rieti mit 10,71 s im Halbfinale im 100-Meter-Lauf ausschied und auch über 200 Meter schied er mit 21,30 s im Semifinale aus. Anschließend gewann er bei den Balkan-Meisterschaften in Stara Sagora in 21,58 s die Bronzemedaille im 200-Meter-Lauf und sicherte sich auch mit der kroatischen 4-mal-100-Meter-Staffel in 40,28 s die Bronzemedaille. Im Jahr darauf belegte er bei den Balkan-Hallenmeisterschaften in Istanbul in 6,89 s den vierten Platz im 60-Meter-Lauf und bei den Freiluftmeisterschaften in Pitești wurde er in 10,80 s Siebter über 100 Meter und in 22,03 s Fünfter über 200 Meter, gewann aber in 3:09,31 min die Silbermedaille in der 4-mal-400-Meter-Staffel. 2015 belegte er bei den Balkan-Hallenmeisterschaften in Istanbul in 6,77 s den vierten Platz über 60 Meter und erreichte kurz darauf das Halbfinale bei den Halleneuropameisterschaften in Prag und schied dort mit 6,71 s aus. Im Sommer klassierte er sich bei den Balkan-Meisterschaften in Pitești mit 10,53 s auf dem vierten Platz über 100 Meter und erreichte nach 21,78 s Rang fünf über 200 Meter. Zudem gelangte er mit der 4-mal-100-Meter-Staffel nach 41,24 s auf Rang vier. 2016 siegte er in 6,70 s über 60 Meter bei den Balkan-Hallenmeisterschaften in Istanbul und bei den Freiluftmeisterschaften in Pitești belegte er in 10,92 s bzw. 22,10 s die Plätze fünf und sechs über 100 und 200 Meter und musste zudem in der 4-mal-100-Meter-Staffel vorzeitig aufgeben. Im Jahr darauf gewann er bei den Balkan-Meisterschaften in Belgrad in 6,79 s die Silbermedaille über 60 Meter und scheiterte kurz darauf bei den Halleneuropameisterschaften ebendort mit 6,79 s in der ersten Runde. Mitte Juli wurde er bei den Balkan-Meisterschaften in Novi Pazar in 10,46 s Vierter über 100 Meter und erreichte nach 21,53 s Rang fünf im 200-Meter-Lauf.
2019 klassierte er sich bei den Balkan-Meisterschaften in Istanbul mit 6,88 s auf dem siebten Platz über 60 Meter und wurde kurz darauf bei den Halleneuropameisterschaften in Glasgow in der Vorrunde disqualifiziert. Im Jahr darauf schied er bei den Balkan-Hallenmeisterschaften in Istanbul mit 6,92 s im Vorlauf aus und auch 2021 reichten ihm 6,97 s bei den Balkan-Hallenmeisterschaften ebendort nicht zum Finaleinzug. Ende Juni schied er dann auch bei den Balkan-Meisterschaften in Smederevo mit 10,75 s in der ersten Runde über 100 Meter aus und im 200-Meter-Lauf erreichte er nach 21,70 s Rang fünf im B-Lauf, gewann aber mit der 4-mal-400-Meter-Staffel in 3:11,56 min die Bronzemedaille. Im Jahr darauf schied er bei den Balkan-Hallenmeisterschaften in Istanbul mit 6,91 s erneut im Vorlauf über 60 Meter aus.
In den Jahren 2013 und 2014, 2016 und 2017 sowie 2019 und 2021 wurde Ivašković kroatischer Meister im 200-Meter-Lauf sowie von 2014 bis 2017 und 2019 und 2021 auch über 100 Meter. Zudem wurde er 2014, 2019 und 2020 Hallenmeister über 60 Meter.

## Persönliche Bestleistungen
- 100 Meter: 10,44 s (+1,3 m/s), 24. Juni 2017 in Tel Aviv-Jaffa
  - 60 Meter (Halle): 6,67 s, 12. Februar 2016 in Linz
- 200 Meter: 21,26 s (+0,8 m/s), 29. Juli 2017 in Andorf
  - 200 Meter (Halle): 21,41 s, 30. Januar 2016 in Wien